# Bileam
Bileam (Hebraisk: בִּלְעָם) var en spåmand, som der berettes om i Fjerde Mosebog, kapitel 22 – 24. Ifølge beretningen var han af Moabs konge sat til at forbande israelitterne. Men efter at Gud havde bremset ham ved at lade et æsel tale til ham, velsignede han dem i stedet.
Selvom beretningen taler positivt om Bileam, er det overordnede billede fra de bibelske skrifter negativt. Det var også Bileam der senere lagde fælder for israelitterne, så de syndede mod Herren .